# Omkeerbare waterstofelektrode
Een omkeerbare waterstofelektrode (RHE - Reversible hydrogen elektrode) is een referentie-elektrode, meer specifiek een subtype van de standaard-waterstofelektrode voor elektrochemische processen en wijkt van de standaard-waterstofelektrode af door het feit dat de gemeten potentiaal niet verandert met de pH-waarde, waarmee deze eletrode geschikt is voor gebruik in een elektrolyt.
De naam verwijst naar het feit dat de elektrode direct in de elektrolyt wordt toegepast en niet van elkaar wordt gescheiden door een zoutbrug. De concentratie van de waterstofionen is dus niet 1, maar komt overeen met die van de elektrolytoplossing, op deze manier blijft de potentiaal stabiel met een veranderende pH-waarde. De potentiaal van de RHE hangt af van de pH-waarde:
{\displaystyle E_{0}=0,000-0,059\times \mathrm {pH} }
In het algemeen, voor waterstofelektroden waarbij de reactie
{\displaystyle {\ce {2 H3O+ + 2 e- <=> H2 + 2 H2O}}}
verloopt, wordt de volgende afhankelijkheid van de evenwichtspotentiaal {\displaystyle E}, waterstofdruk {\displaystyle p\mathrm {[H_{2}]} } en de activiteit van een {\displaystyle a\mathrm {[H_{3}O^{+}]} } van de oxonium ionen:
{\displaystyle E=E_{00}+{\frac {R\;T}{F}}\left(\ln \left(a[\mathrm {H_{3}O^{+}} ]\right)-{\tfrac {1}{2}}\ln \left(\;p[\mathrm {H_{2}} ]\right)\right)}
Hier is {\displaystyle E_{00}} de standaardpotentiaal (per definitie gelijk aan nul), R is de universele gasconstante, T de absolute temperatuur en F is de constante van Faraday.
Spanningspulsen treden op in de elektrolyse van water, wat betekent dat de vereiste celspanning als gevolg van kinetische remming hoger is dan de evenwichtspotentiaal. De spanning neemt toe met toenemende stroomdichtheid op de elektroden. De meting van de evenwichtspotentiaal is daarom zonder stroom mogelijk.

## Principe
De omkeerbare waterstofelektrode is een vrij praktische en reproduceerbare elektrodestandaard.
Het voordeel van deze elektrode is dat er geen zoutbrug nodig is:
- geen verontreiniging van de elektrolyt door chloride- of sulfaationen
- geen diffusie potentialen op de elektrolytbrug.
- metingen gedurende lange tijd mogelijk (geen elektrolytbrug betekent geen onderhoud van de brug)